# Cratere Ninkasi
Ninkasi è un cratere sulla superficie di Ganimede.